# Eddy Brown

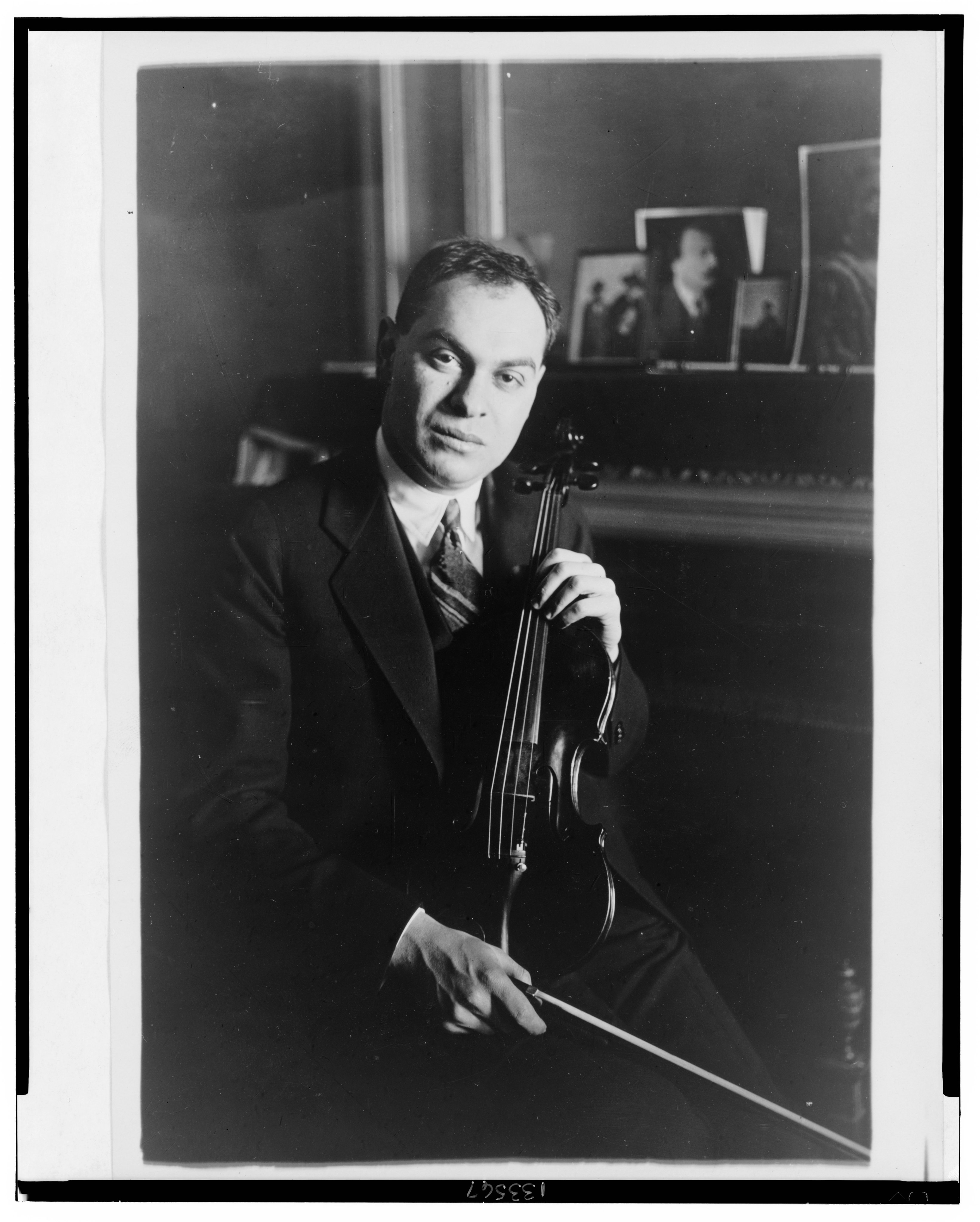
Eddy Brown

Eddy Brown (Chicago, 15 luglio 1895 – Abano Terme, 14 giugno 1974) è stato un violinista e insegnante statunitense.

## Biografia
Eddy Brown è stato un violinista e insegnante americano. Iniziò a studiare il violino con suo padre, e poi con Hugh McGibney a Indianapolis. La sua prima apparizione pubblica come violinista avvenne a sei anni.  All’età di nove anni (1904) si iscrisse al Conservatorio di Budapest dove studiò con Jenő Hubay. Due anni dopo vinse il primo premio a un concorso violinistico di Budapest. Brown si diplomò nel 1909, debuttò a Budapest, subito dopo a Londra e nel 1910 a Berlino. 
Dopo aver incontrato Leopold Auer a Londra, decise di continuare gli studi con lui; si trasferì a San Pietroburgo per perfezionarsi al Conservatorio sino al 1916, 
Poi riprese la carriera concertistica. Il suo debutto negli Stati Uniti fu a Indianapolis e pochi giorni dopo a New York nel 1916.
Fondò un quartetto d’archi e la Chamber Music Society of America. Dopo essere stato coinvolto nei concerti radiofonici nel 1930, sospese l’attività concertistica. Brown iniziò a insegnare presso l'Università di Cincinnati nel 1956. In seguito fu nominato Artist-in-Residence della Butler University di Indianapolis. Brown morì inaspettatamente ad Abano Terme (Padova) il 14 giugno 1974, all’età di 78 anni. 